# Shamier Anderson
Shamier Anderson (Toronto, 6 mei 1991) is een Canadees acteur. Hij is onder andere bekend van de rol van Chris in de televisieserie The Next Step en agent Xavier Dolls in de televisieserie Wynonna Earp.

## Levensloop
Anderson is de oudere broer van acteur Stephan James. Hij studeerde af aan de Wexford Collegiate School for the Arts in Toronto en ging vervolgens criminologie studeren en trainde met wapens voordat hij in actie kwam. Hij heeft een opleiding in vechtsporten Wing Chun Kung Fu gevolgd. Andersons ouders komen uit Spanish Town, Jamaica.
Anderson en zijn broer, medeacteur Stephan James, richtten een non-profitorganisatie op genaamd B.L.A.C.K. Canada (Building a Legacy in Acting, Cinema + Knowledge) in 2016. In december 2020 kondigden ze een uitbreiding aan van de organisatie genaamd The Black Academy, die zwart talent in heel Canada laat zien op het gebied van kunst, cultuur, entertainment en sport. Anderson legt uit: "De impuls van The Black Academy komt voort uit onze langdurige toewijding, diepe banden met onze gemeenschap en een besef van het gebrek aan mogelijkheden om zwart talent in Canada te vieren en te verheffen." De visie van de organisatie omvat het bouwen van een coalitie van supporters die financiering, mentorschap, programmering en prijzen kunnen verstrekken ter ondersteuning van Black excellence in Canada. Meer recentelijk hebben hij en Stephan James een deal gesloten met Boat Rocker.

## Filmografie

### Film
| Jaar | Titel                | Rol                      | Opmerkingen |
| ---- | -------------------- | ------------------------ | ----------- |
| 2010 | Nostrum              | R.I.P.                   |             |
| 2012 | The Barrens          | Dave                     |             |
| 2015 | Bravetown            | Brandon                  |             |
| 2015 | Across the Line      | Carter Slaughter         |             |
| 2016 | Race                 | Eulace Peacock           |             |
| 2018 | Love Jacked          | Malcolm                  |             |
| 2018 | Destroyer            | Antonio                  |             |
| 2018 | City of Lies         | David "D. Mack" Mack     |             |
| 2019 | Endings, Beginnings  | Jonathan                 |             |
| 2020 | Son of the South     | Reggie                   |             |
| 2020 | Bruised              | Immaculate               |             |
| 2021 | Stowaway             | Michael Adams            |             |
| 2021 | Awake                | Dodge                    |             |
| 2023 | John Wick: Chapter 4 | Mr. Nobody / The Tracker |             |
| 2023 | The Marvels          | S.A.B.E.R. wetenschapper | Cameo       |

### Televisie
| Jaar      | Titel                          | Rol                   | Opmerkingen                                      |
| --------- | ------------------------------ | --------------------- | ------------------------------------------------ |
| 2009      | Overruled!                     | Ed                    | Terugkerende rol (seizoen 3), 6 afleveringen     |
| 2010      | Camp Rock 2: The Final Jam     | Camp Star dancer      | Televisiefilm                                    |
| 2011      | Sharpay's Fabulous Adventure   | Lead dancer           | Televisiefilm                                    |
| 2011      | Desperately Seeking Santa      | Hipster Jeremy        | Televisiefilm                                    |
| 2011      | Todd and the Book of Pure Evil | Lon                   | Aflevering: "Loser Generated Content"            |
| 2011      | Skins                          | Warren                | Aflevering: "Daisy", "Michelle"                  |
| 2011      | King                           | Duncan                | Aflevering: "Farah Elliott"                      |
| 2011      | Degrassi: The Next Generation  | Thug                  | Aflevering: "Idioteque"                          |
| 2012      | Lost Girl                      | Evan                  | Aflevering: "School's Out"                       |
| 2012      | Saving Hope                    | Isaac Wolfe           | Aflevering: "Blindness"                          |
| 2012      | Rookie Blue                    | Curtis Payne          | Aflevering: "The Rules"                          |
| 2013      | Played                         | Adam "Monk" Williams  | Aflevering: "Guns"                               |
| 2013–2014 | The Next Step                  | Chris                 | Hoofdrol (seizoen 1-2), 32 afleveringen          |
| 2014      | The Tomorrow People            | Mike                  | Aflevering: "The Citadel"                        |
| 2014      | Intruders                      | Young Gary Fischer    | Aflevering: "She Was Provisional"                |
| 2014      | Defiance                       | Crisp / Pvt. Crisp    | 4 afleveringen                                   |
| 2014      | Not With My Daughter           | Police officer #1     | Televisiefilm                                    |
| 2015      | Constantine                    | Adam                  | Aflevering: "A Whole World Out There"            |
| 2016      | Slasher                        | Caleb                 | Aflevering: "Digging Your Grave With Your Teeth" |
| 2016      | Killjoys                       | Arune Hyponia         | Aflevering: "Full Metal Monk"                    |
| 2016      | Pitch                          | Trevor Davis          | Aflevering: "Beanball"                           |
| 2016–2018 | Wynonna Earp                   | Xavier Dolls          | Hoofdrol (seizoenen 1-3), 27 afleveringen        |
| 2017      | Trailer Park Boys              | Sammy O.G.            | 2 afleveringen                                   |
| 2017      | Shots Fired                    | Maceo Terry           | 3 afleveringen                                   |
| 2018      | Dear White People              | Trevor King           | Aflevering: "Volume 2: Chapter V"                |
| 2019      | Goliath                        | Anton/Dario Blackwood | 7 afleveringen                                   |
| 2020      | Soulmates                      | Adam                  | Aflevering: "Little Adventures"                  |
| 2021      | Invasion                       | Trevante Ward         | Hoofdrol, 10 afleveringen                        |